# Korskrogen (Ljusdal)
Korskrogen is een plaats in de gemeente Ljusdal in het landschap Hälsingland en de provincie Gävleborgs län in Zweden. De plaats heeft 186 inwoners (2005) en een oppervlakte van 70 hectare.

## Verkeer en vervoer
Bij de plaats lopen de Riksväg 84 en Länsväg 310.